# Nasty Baby
Nasty Baby is een Chileens-Amerikaanse film uit 2015, geschreven en geregisseerd door Sebastián Silva. De film ging op 24 januari in première op het Sundance Film Festival in de NEXT-sectie. De film werd vertoond op het internationaal filmfestival van Berlijn en won de Teddy Award.

## Verhaal
Freddy en Mo zijn een homokoppel dat in Brooklyn woont. Freddy is een performancekunstenaar met een grote babywens. Om zijn droom te bereiken krijgt hij hulp van zijn vriendin Polly. Omdat Freddy’s sperma niet geschikt is, kan hij Mo overtuigen om spermadonor te worden en via kunstmatige inseminatie geraakt Polly zwanger. Maar dan krijgen ze problemen met hun agressieve en homofobe buurman die zich The Bishop noemt. Eerst valt hij Polly lastig en valt haar aan in haar appartement. Daarna begint hij Freddy te volgen en er ontstaat en gevecht waarna Freddy de buurman doodt in een actie van zelfverdediging. Freddy realiseert zich dat hij door deze daad het land kan uitgezet worden en samen met enkele vrienden brengen ze het lichaam naar een bos waar ze het begraven.

## Rolverdeling
| Acteur          | Personage  |
| --------------- | ---------- |
| Kristen Wiig    | Polly      |
| Sebastián Silva | Freddy     |
| Tunde Adebimpe  | Mo         |
| Reg E. Cathey   | The Bishop |
| Alia Shawkat    | Wendy      |
| Mark Margolis   | Richard    |

## Productie
Op 14 augustus 2013 werd aangekondigd dat Kristin Wigg zou meespelen in de nieuwste film van Sebastián Silva, naast Tunde Adebimpe. De film werd geweigerd voor het Internationaal filmfestival van Toronto 2014 omdat de organisatie het einde van de film niet beviel. De film ontving matige tot positieve kritieken van de filmcritici met een score van 67% op Rotten Tomatoes.

## Prijzen en nominaties
De belangrijkste:
| Jaar | Prijs       | Categorie           | Genomineerde(n) | Uitslag  |
| ---- | ----------- | ------------------- | --------------- | -------- |
| 2015 | Teddy Award | Beste langspeelfilm | Sebastián Silva | Gewonnen |